# Deutsche Fußballnationalmannschaft (U-21-Frauen)
Die deutsche Fußballnationalmannschaft der U-21-Frauen (Fußballspielerinnen unter bzw. bis 21 Jahre) repräsentierte Deutschland im internationalen Frauenfußball. Die Nationalmannschaft wurde 1990 als U-19-Nationalmannschaft gegründet. Im Sommer 1992 wurde die Altersgrenze auf 20, im Jahr 1998 auf 21 Jahre heraufgesetzt. 2007 wurde die Nationalmannschaft aufgelöst und durch die U-23-Nationalmannschaft ersetzt. Am 22. Juli 2006 absolvierte das Team beim Nordic-Cup-Finale in Stavanger (Norwegen) gegen die USA seine bislang letzte Partie.
Trainiert wurde die Mannschaft von Gero Bisanz (bis 1996), Tina Theune (1997–2005) und Helmut Horsch (2006).

## Nordic Cup
Da weder von der FIFA noch von der UEFA ein offizieller Wettbewerb für die weibliche Altersklasse U 21 geschaffen worden war, galt der Nordic Cup als der wichtigste Termin für diese Auswahlmannschaften, um im Wettbewerb der stärksten europäischen Verbände – einschließlich des US-amerikanischen Verbands – einen Sieger zu ermitteln. Der Nordic Cup galt somit als inoffizielle Europameisterschaft. Von 1990 bis 1997 war das Turnier der weiblichen Altersklasse U 20 und von 2007 bis 2009 der U 23 vorbehalten.
| Jahr | Gastgeber   | Platzierung        |
| ---- | ----------- | ------------------ |
| 1990 | Schweden    | nicht teilgenommen |
| 1991 | Niederlande | 4. Platz (U20)     |
| 1992 | Norwegen    | nicht teilgenommen |
| 1993 | Dänemark    | 7. Platz (U20)     |
| 1994 | Deutschland | 2. Platz (U20)     |
| 1995 | Finnland    | Sieger (U20)       |
| 1996 | Schweden    | 4. Platz (U20)     |
| 1997 | Dänemark    | 5. Platz (U20)     |
| 1998 | Niederlande | 3. Platz           |
| 1999 | Island      | 7. Platz           |
| 2000 | Deutschland | 2. Platz           |
| 2001 | Norwegen    | 4. Platz           |
| 2002 | Finnland    | 2. Platz           |
| 2003 | Dänemark    | 4. Platz           |
| 2004 | Island      | 6. Platz           |
| 2005 | Schweden    | 4. Platz           |
| 2006 | Norwegen    | Sieger             |
| 2007 | Finnland    | 2. Platz (U23)     |
| 2008 | Schweden    | 2. Platz (U23)     |
| 2009 | Norwegen    | 2. Platz (U23)     |

## Trainer und Trainerinnen
| Trainerin          | Spiele | Bilanz (S/U/N) | Erstes Spiel                       | Letztes Spiel                           |
| ------------------ | ------ | -------------- | ---------------------------------- | --------------------------------------- |
| Gero Bisanz        | 17+    | 8/4/5          |                                    | 1995 (4:1 n. V. gegen Finnland)         |
| Tina Theune        | 36     | 18/6/11        | 1996 (1:3 gegen Dänemark)          | 26. Juli 2005 (4:5 i. E. gegen England) |
| Helmut Horsch 1    | 17     | 9/1/7          | 10. Juli 2003 (2:1 gegen Dänemark) | 22. Juli 2006 (2:0 gegen USA)           |
| Maren Meinert 2    | 1      | 0/0/1          | 11. Mai 2006 (2:3 gegen USA U20)   | 11. Mai 2006 (2:3 gegen USA U20)        |
| Silke Rottenberg 3 | –      | –/–/–          | –                                  | –                                       |

## Rekordspielerinnen
| Spiele | Name                                              |
| ------ | ------------------------------------------------- |
| 30     | Conny Pohlers                                     |
| 27     | Martina Müller                                    |
| 25     | Kerstin Wasems                                    |
| 24     | Ursula Holl Tanja Wörle                           |
| 20     | Jennifer Zietz                                    |
| 19     | Sonja Fuss Verena Hagedorn Nia Künzer Bianca Rech |

## Rekordtorschützinnen
| Tore | Name             |
| ---- | ---------------- |
| 13   | Shelley Thompson |
| 12   | Conny Pohlers    |
| 06   | Lydia Neumann    |
| 05   | Barbara Müller   |

## Länderspiele
Folgende Spiele absolvierte die deutsche U-21-Nationalmannschaft:

### Als U19/U20 (1990–1998)
| Datum          | Austragungsort | Gegner      | Ergebnis  | Turnier                         |
| -------------- | -------------- | ----------- | --------- | ------------------------------- |
| 1991           | Niederlande    | Schweden    | 0:3       | Nordic Cup (Vorrunde)           |
| 1991           | Niederlande    | Finnland    | 3:0       | Nordic Cup (Vorrunde)           |
| 1991           | Niederlande    | Niederlande | 1:2       | Nordic Cup (Spiel um Platz 3)   |
| 1993           | Dänemark       | Norwegen    | 0:2       | Nordic Cup (Vorrunde)           |
| 1993           | Dänemark       | Finnland    | 2:2       | Nordic Cup (Vorrunde)           |
| 1993           | Dänemark       | Niederlande | 1:1       | Nordic Cup (Vorrunde)           |
| 1993           | Dänemark       | Island      | 3:1 n. V. | Nordic Cup (Spiel um Platz 7)   |
| 1994           | Deutschland    | Dänemark    | 2:0       | Nordic Cup (Vorrunde)           |
| 1994           | Deutschland    | Norwegen    | 2:2       | Nordic Cup (Vorrunde)           |
| 1994           | Deutschland    | Niederlande | 1:0       | Nordic Cup (Vorrunde)           |
| 1994           | Deutschland    | Schweden    | 1:5       | Nordic Cup (Finale)             |
| 1995           | Finnland       | Norwegen    | 0:0       | Nordic Cup (Vorrunde)           |
| 1995           | Finnland       | Niederlande | 3:0       | Nordic Cup (Vorrunde)           |
| 1995           | Finnland       | Dänemark    | 5:2       | Nordic Cup (Vorrunde)           |
| 1995           | Finnland       | Finnland    | 4:1 n. V. | Nordic Cup (Finale)             |
| 1996           | Schweden       | Dänemark    | 1:3       | Nordic Cup (Vorrunde)           |
| 1996           | Schweden       | Schweden    | 2:1       | Nordic Cup (Vorrunde)           |
| 1996           | Schweden       | Niederlande | 3:0       | Nordic Cup (Vorrunde)           |
| 1996           | Schweden       | USA         | 2:3 n. V. | Nordic Cup (Spiel um Platz 3)   |
| 3. August 1997 | Dänemark       | Niederlande | 2:0       | Nordic Cup (Vorrunde)           |
| 5. August 1997 | Dänemark       | Finnland    | 1:1       | Nordic Cup (Vorrunde)           |
| 7. August 1997 | Dänemark       | Norwegen    | 1:3       | Nordic Cup (Vorrunde)           |
| 8. August 1997 | Dänemark       | Schweden    | 2:1       | Nordic Cup (Spiel um Platz 5) 4 |

### Als U21 (1998–2006)
| Datum          | Austragungsort | Gegner       | Ergebnis             | Turnier                       | Torschützinnen                                                                              |
| -------------- | -------------- | ------------ | -------------------- | ----------------------------- | ------------------------------------------------------------------------------------------- |
| 3. August 1998 | Niederlande    | Island       | 5:1                  | Nordic Cup (Vorrunde)         |                                                                                             |
| 5. August 1998 | Niederlande    | Norwegen     | 0:1                  | Nordic Cup (Vorrunde)         |                                                                                             |
| 7. August 1998 | Niederlande    | Dänemark     | 1:1                  | Nordic Cup (Vorrunde)         |                                                                                             |
| 9. August 1998 | Niederlande    | Schweden     | 2:1                  | Nordic Cup (Spiel um Platz 3) |                                                                                             |
| 2. August 1999 | Island         | Dänemark     | 1:3                  | Nordic Cup (Vorrunde)         |                                                                                             |
| 4. August 1999 | Island         | USA          | 0:3                  | Nordic Cup (Vorrunde)         |                                                                                             |
| 6. August 1999 | Island         | Finnland     | 2:2                  | Nordic Cup (Vorrunde)         |                                                                                             |
| 8. August 1999 | Island         | Australien   | 4:0                  | Nordic Cup (Spiel um Platz 7) |                                                                                             |
| 28. Juli 2000  | Stegaurach     | Island       | 3:1                  | Nordic Cup (Vorrunde)         |                                                                                             |
| 30. Juli 2000  | Bayreuth       | Dänemark     | 6:0                  | Nordic Cup (Vorrunde)         |                                                                                             |
| 1. August 2000 | Frohnlach      | Norwegen     | 2:2                  | Nordic Cup (Vorrunde)         |                                                                                             |
| 8. August 2000 | Weismain       | USA          | 0:1                  | Nordic Cup (Finale)           |                                                                                             |
| 25. Juli 2001  | Gjøvik         | Dänemark     | 3:0 (0:0)            | Nordic Cup (Vorrunde)         | Pohlers 64, 68′, N. Müller 85′                                                              |
| 27. Juli 2001  | Raufoss        | Island       | 3:1 (2:1)            | Nordic Cup (Vorrunde)         | Meier 44′, Pohlers 45′, Schmidt 73′                                                         |
| 29. Juli 2001  | Dokka          | USA          | 1:1 (0:0)            | Nordic Cup (Vorrunde)         | Garefrekes 55′                                                                              |
| 31. Juli 2001  | Gjøvik         | Finnland     | 2:3 (0:1)            | Nordic Cup (Spiel um Platz 3) | Pohlers 60, 65′                                                                             |
| 15. Juli 2002  | Randers        | Dänemark     | 3:1 (2:1)            | Freundschaftsspiel            | Wilmes 10′, Pohlers 37′, Sauer 90′                                                          |
| 17. Juli 2002  | Randers        | Dänemark     | 3:1 (2:1)            | Freundschaftsspiel            | Kliehm 55′, Pohlers 85′                                                                     |
| 22. Juli 2002  | Raisio         | Schweden     | 2:2 (1:1)            | Nordic Cup (Vorrunde)         | Pohlers 31, 54′                                                                             |
| 24. Juli 2002  | Paimio         | Island       | 4:0 (0:0)            | Nordic Cup (Vorrunde)         | Pohlers 47, 65′, B. Müller 52′, Meier 81′                                                   |
| 26. Juli 2002  | Paimio         | Norwegen     | 3:1 (1:1)            | Nordic Cup (Vorrunde)         | Meier 37′, Kliehm 67′, Pohlers 78′                                                          |
| 28. Juli 2002  | Turku          | USA          | 1:3 (0:1)            | Nordic Cup (Finale)           | B. Müller 51′                                                                               |
| 10. Juli 2003  | Kropp          | Dänemark     | 2:1 (0:1)            | Freundschaftsspiel            | Omilade 67′, Bachor 80′                                                                     |
| 13. Juli 2003  | Heide          | Dänemark     | 3:1 (1:1)            | Freundschaftsspiel            | B. Müller 6′, Saländer 66, 90′                                                              |
| 21. Juli 2003  | Haslund 5      | Finnland     | 4:0 (0:0)            | Nordic Cup (Vorrunde)         | B. Müller 48, 68′, Omilade 79′, Barucha 83′                                                 |
| 23. Juli 2003  | Haslund 5      | Schweden     | 0:1 (0:1)            | Nordic Cup (Vorrunde)         |                                                                                             |
| 25. Juli 2003  | Haslund 5      | Griechenland | 1:0 (1:0)            | Nordic Cup (Vorrunde)         | Bachor 1′                                                                                   |
| 27. Juli 2003  | Randers        | Dänemark     | 2:3 (1:2)            | Nordic Cup (Spiel um Platz 3) | Wilmes 32′, Hagedorn 46 (Elfm.)′                                                            |
| 22. April 2004 | Högalids       | Schweden     | 1:2 (1:0)            | Freundschaftsspiel            | Meier 26′                                                                                   |
| 13. Mai 2004   | Nakskov        | Dänemark     | 0:1 (0:1)            | Freundschaftsspiel            |                                                                                             |
| 23. Juli 2004  | Akureyri       | Norwegen     | 3:1 (2:0)            | Nordic Cup (Vorrunde)         | Hagedorn 21′, Brendel 32′, Westphal 52′                                                     |
| 25. Juli 2004  | Ólafsfjörður   | Finnland     | 0:0                  | Nordic Cup (Vorrunde)         |                                                                                             |
| 27. Juli 2004  | Dalvík         | USA          | 0:3 (0:0)            | Nordic Cup (Vorrunde)         |                                                                                             |
| 29. Juli 2004  | Akureyri 6     | Island       | 4:5 i. E. (1:1, 1:0) | Nordic Cup (Spiel um Platz 5) | Kliehm 21′ Elfmeterschießen: Thompson, Westphal, Schoknecht, Saländer, Brendel, Himmighofen |
| 6. April 2005  | Hameln         | Dänemark     | 4:1 (2:1)            | Freundschaftsspiel            | Thompson 8, 20′, Behringer 57, 62′                                                          |
| 20. Juli 2005  | Mallbacken     | Dänemark     | 6:0 (2:0)            | Nordic Cup (Vorrunde)         | Thompson 23, 52, 55, 59, 76′, Laue 42′                                                      |
| 22. Juli 2005  | Deje           | Island       | 4:1 (2:1)            | Nordic Cup (Vorrunde)         | Thompson 19, 31, 90′, Behringer 85′                                                         |
| 24. Juli 2005  | Karlskoga      | USA          | 1:3 (0:1)            | Nordic Cup (Vorrunde)         | Neumann 85′                                                                                 |
| 26. Juli 2005  | Säffle         | England      | 3:4 i. E. (1:1, 1:0) | Nordic Cup (Spiel um Platz 3) | Thompson 9′ Elfmeterschießen: van Bonn, Rech, Krahn, Bartusiak, Thompson, Laue              |
| 11. Mai 2006   | Düsseldorf     | USA (U20)    | 2:3 (1:2)            | Freundschaftsspiel            | Laudehr 30′, Bachor 47′                                                                     |
| 16. Juli 2006  | Sandnes        | Schweden     | 2:0 (0:0)            | Nordic Cup (Vorrunde)         | Laudehr 66′, Neumann 90′                                                                    |
| 18. Juli 2006  | Sola           | Finnland     | 3:0 (2:0)            | Nordic Cup (Vorrunde)         | Thompson 37′, Bachor 39′, Neumann 83′                                                       |
| 20. Juli 2006  | Stavanger      | England      | 3:2 (1:0)            | Nordic Cup (Vorrunde)         | Bartusiak 8′, Neumann 58, 83′                                                               |
| 22. Juli 2006  | Stavanger      | USA          | 2:0 (1:0)            | Nordic Cup (Finale)           | Neumann 33′, Thompson 87′                                                                   |

### Spiele gegen A-Nationalmannschaften
Dreimal trat die deutsche U-21-Auswahl gegen A-Nationalmannschaften an:
| Datum           | Austragungsort | Gegner         | Ergebnis  |
| --------------- | -------------- | -------------- | --------- |
| 4. Mai 1993     | Kuchl          | Österreich (A) | 4:0 (1:0) |
| 23. August 1994 | Eberswalde     | Japan (A)      | 1:5 (1:3) |
| 28. März 1996   | Frohnlach      | Tschechien (A) | 7:2 (3:1) |